# 고청명
고청명(高淸明, ? ~ 1019년)은 발해인으로 귀주대첩에서 거란군으로 참전했던 발해유민 출신의 장군이다.

## 생애
발해 귀족 출신으로 추측되며 직급은 발해상온이다. 《요사 遼史》에서는 귀주대첩에 대하여 다하(茶河)와 타이하(陀二河)의 패전에서 천운과 피실의 이군(二軍)의 익사자가 많았으며, 소배압만이 겨우 살아 남았으며 거란의 최고 명문인 요련장(遼輦帳)의 상온(詳穩) 아과달(阿果達), 객성사(客省使) 작고(酌古), 발해상온 고청명(高淸明), 천운군상온 해리(海里) 등과 같은 고위 간부들이 전사하였다고 전하고 있다.

## 같이 보기
- 귀주대첩
- 발해
- 발해부흥운동

## 참고 자료
- 『고려사(高麗史)』
- 『고려사절요(高麗史節要)』
- 『요사(遼史)』
- 「契丹聖宗の高麗征伐」(池內宏, 『滿鮮史硏究』-中世 2-, 1937)